# Hogerhuis-zaak

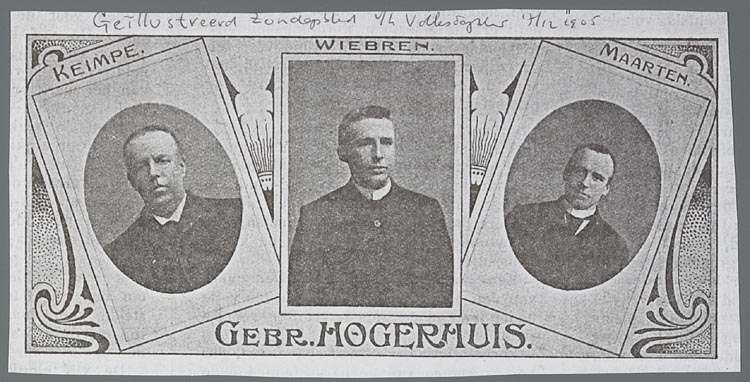
De gebroeders Hogerhuis

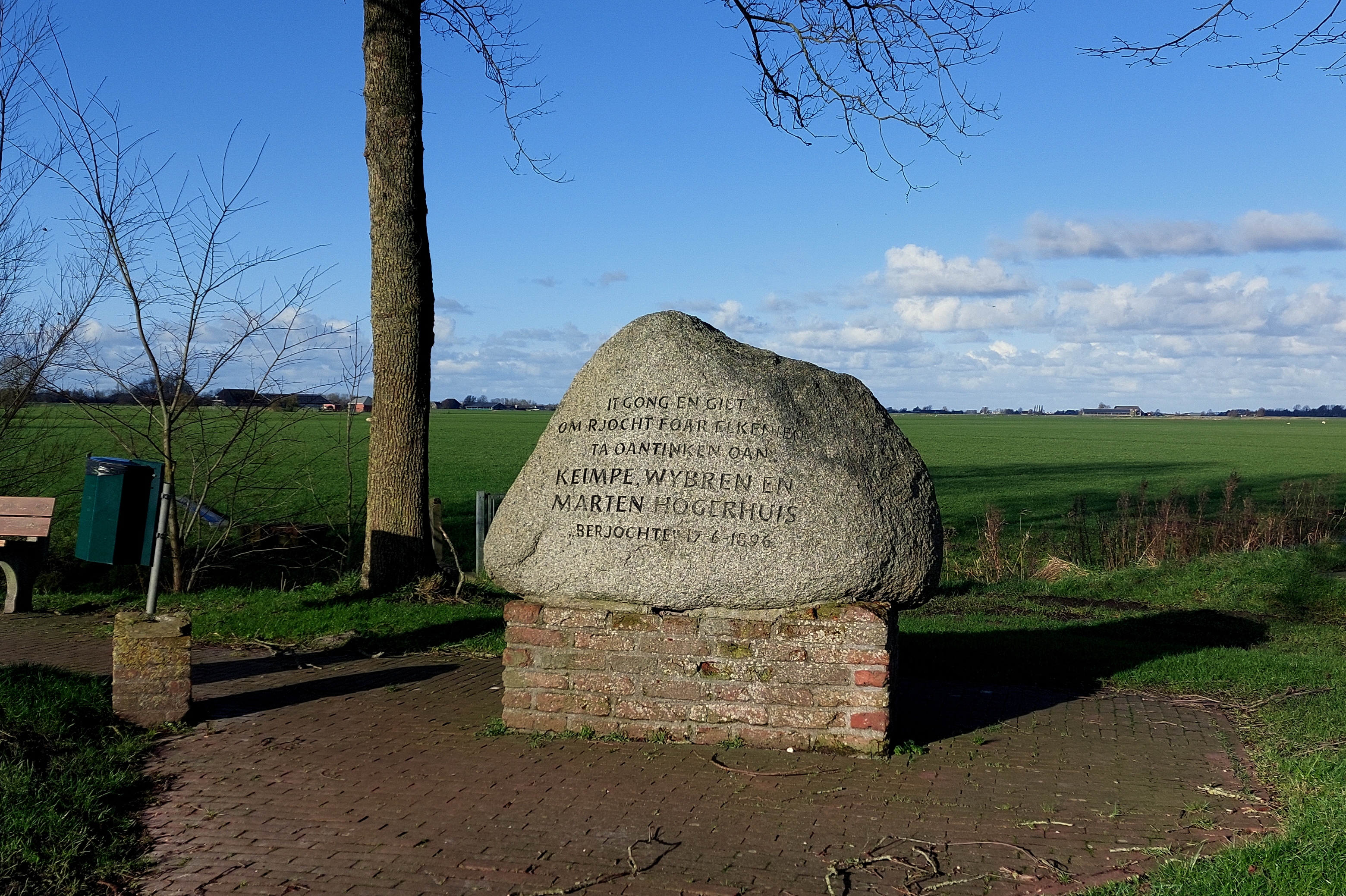
Monument te Beetgumermolen

De Hogerhuis-zaak was een geruchtmakend justitieel schandaal dat Nederland tussen 1897 en 1900 in zijn ban hield. De kwestie verwierf nationale faam nadat de advocaat en socialistische voorman Troelstra, leider van de Sociaal-Democratische Arbeiderspartij (SDAP) zich over de zaak boog. Hij meende dat er sprake was geweest van klassenjustitie en hij probeerde de zaak opnieuw aanhangig te maken via de Hoge Raad.

## De inbraak
Op 5 december 1895 drongen drie gemaskerde mannen de woning van boer Haitsma in het Friese dorp Britsum binnen. 
In het dorp werd verteld dat boer Haitsma veel geld bezat. De mannen werden door Haitsma en de daar logerende broer van zijn huishoudster betrapt. Er ontstond een handgemeen. De inbrekers namen met lichte verwondingen de vlucht. Zij renden naar Beetgum. 
Op 6 december arresteerde de politie de drie broers Keimpe, Wybren en Marten Hogerhuis uit Beetgum. De drie broers werden beschuldigd van de mislukte roofoverval en door de rechtbank in Leeuwarden veroordeeld tot respectievelijk 12, 11 en 6 jaar gevangenisstraf. Het strenge vonnis was omstreden; socialisten, waarvan er in de omgeving veel woonden, spraken van klassenjustitie.

## Troelstra raakt betrokken

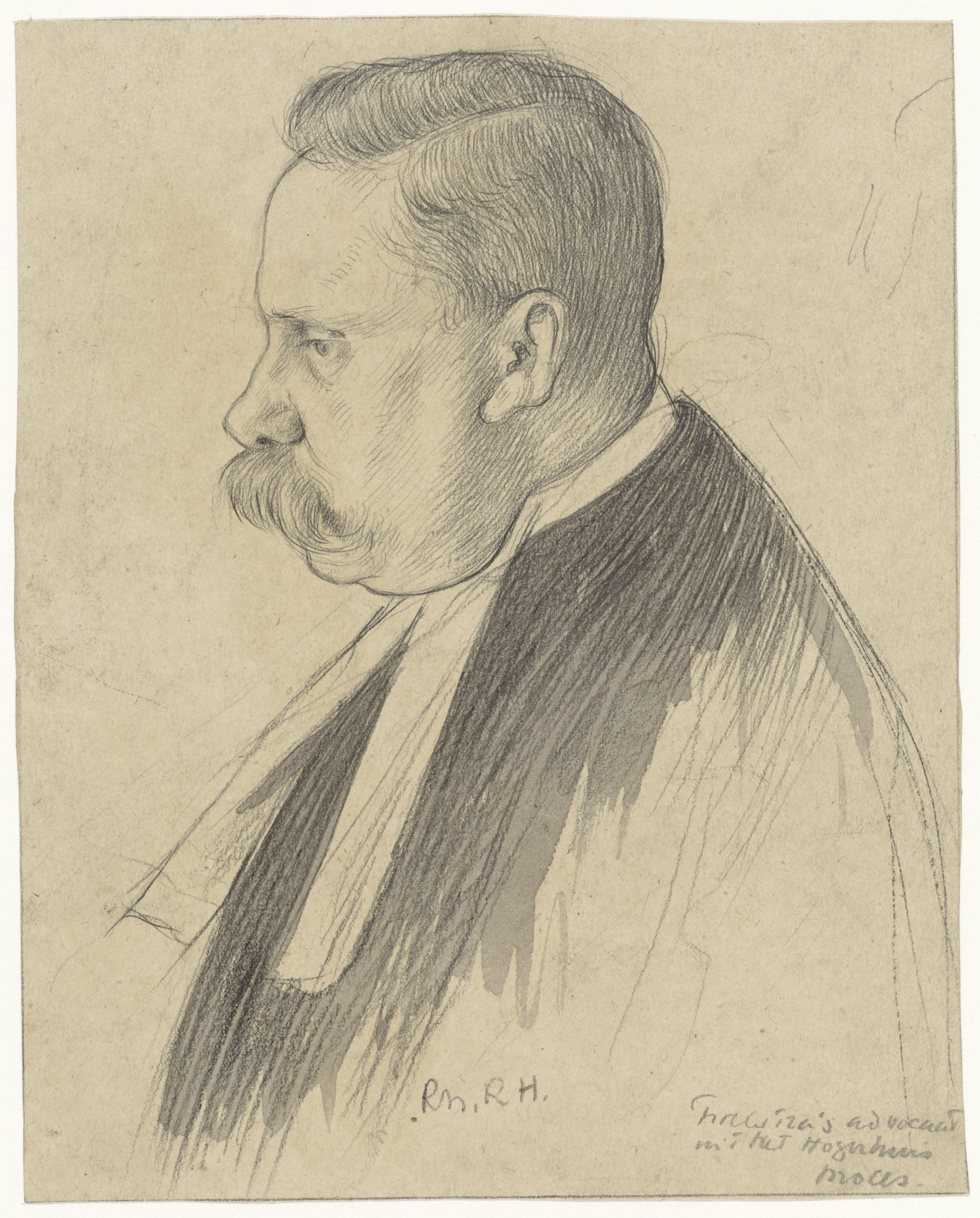
Pieter Jelles Troelstra tijdens het proces

In 1897 trok de Hogerhuis-zaak de aandacht van de jurist Pieter Jelles Troelstra. Hij was voor de SDAP in het kiesdistrict Leeuwarden tot Tweede Kamerlid gekozen. Troelstra ging, daarin gesteund door Pibo Antonius Pijnappel, op onderzoek uit en verzamelde gegevens over de zaak. Hij kwam in de socialistische dagbladen met onthullingen. Zo bleek dat behalve boer Haitsma ook de veroordeelde Wybren Hogerhuis een kortstondige affaire met de huishoudster had gehad. Vermoedelijk uit frustratie na zijn afwijzing van haar wees zij hem aan als een van de daders van de overval, nadat zij aanvankelijk had aangegeven dat zij de overvallers niet had herkend.
Troelstra wees op serieuze aanwijzingen van daderschap van drie andere dorpsbewoners die kort na de roofoverval naar Amerika of Duitsland waren geëmigreerd.
Troelstra slaagde er niet in om de Hogerhuis-zaak door de Hoge Raad der Nederlanden heropend te krijgen. De door Troelstra aangedragen onthullingen werden niet als relevant voor de zaak gezien. Men noemde, zeker binnen de socialistische beweging, de zaak wel de "Nederlandse Dreyfus-affaire" – en Troelstra probeerde zeker een even grote rol in de openbaarheid te spelen als de Franse schrijver Émile Zola. Ondanks de mislukking van zijn inspanningen, leverde de zaak Troelstra wel veel aandacht en aanhang op het Friese platteland op. Maar hem werd ook verweten dat hij al te opzichtig poogde politieke munt uit de zaak te slaan.

## Verfilming
In 1984 werd de zaak Hogerhuis verfilmd door Pieter Verhoeff als De Dream met Peter Tuinman in de hoofdrol.